# De kloge og vi gale
De kloge og vi gale er en dansk film fra 1945. Filmen handler om en bohemefar og hans dydsmønstersøn.
- Manuskript Paul Sarauw og Svend Rindom.
- Instruktion Alice O'Fredericks og Lau Lauritzen jun.

## Medvirkende
Blandt de medvirkende kan nævnes:
- Poul Reumert
- Anna Borg
- Poul Reichhardt
- Lilian Ellis
- Lily Weiding
- Petrine Sonne
- Knud Heglund
- Ib Schønberg

## Eksterne links
- De kloge og vi gale på Internet Movie Database (engelsk)
- De kloge og vi gale på Filmdatabasen
- De kloge og vi gale på danskefilm.dk
- De kloge og vi gale på danskfilmogtv.dk
- De kloge og vi gale på Scope
- De kloge og vi gale på The Movie Database (engelsk)